# Käthe Bauer-Mengelberg
Käthe Bauer-Mengelberg, geborene Käthe Mengelberg, (* 23. Mai 1894 in Krefeld; † 22. April 1968 in New York) war eine deutsch-US-amerikanische Nationalökonomin und Soziologin.

## Leben
Käthe Mengelberg, Tochter des Rechtsanwalts und Justizrats Heinrich Mengelberg und Schwester von Rudolf Mengelberg, studierte Philosophie, Geschichte, Nationalökonomie und Soziologie an der Universität München (bei Lujo Brentano) und an der Universität Heidelberg, wo sie 1918 bei Samuel Paul Altmann zum Dr. phil. promoviert wurde. 1919 wurde sie als wissenschaftliche Assistentin an der Handelshochschule Mannheim angestellt. Sie habilitierte sich 1923, erhielt aber nur eine Venia legendi für Handelshochschulen und lehrte als Privatdozentin an der Handelshochschule Mannheim und Honorarprofessor am Berufspädagogischen Institut Frankfurt a. Main.
1921 heiratete sie den Rechtsanwalt Rudolf Bauer-Mengelberg (* 1898), die Ehe wurde 1931 geschieden. 1934 wurde sie als Sozialdemokratin und ehemalige Frau eines „Halbjuden“ aus dem Staatsdienst entlassen. Von 1936 bis 1939 arbeitete sie als Bibliothekarin bei der Bergischen Industrie- und Handelskammer in Wuppertal. 1939 emigrierte Bauer-Mengelberg über Amsterdam in die USA, wo sie erst als Assistentin am Iowa State College in Ames tätig war. Später wurde sie Professorin für Soziologie am New Jersey College for Women der Rutgers University und schließlich von 1946 bis 1964 am kleinen schwedisch-lutherischen Upsala College in East Orange, New Jersey. Sie kehrte nicht nach Deutschland zurück.

## Veröffentlichungen (Auswahl)
- Die Finanzpolitik der sozialdemokratischen Partei in ihren Zusammenhängen mit dem sozialistischen Staatsgedanken. Bensheimer, Mannheim 1919.
- Die Steuerpolitik der sozialdemokratischen Partei als Ausfluß staatlicher Ideologien. Bensheimer, Mannheim 1919.
- Grundlagen eines umfassenden Arbeitsbegriffs. Habilitationsschrift. Mannheim 1922.
- Stand und Klasse. In: Kölner Vierteljahrshefte für Soziologie. Jahrgang 3, 1924, S. 275–287.
- Der Bürger. In: Kölner Vierteljahrshefte für Soziologie. Jahrgang 8, 1930, S. 190–200.
- Agrarpolitik in Theorie, Geschichte und aktueller Problematik. Teubner, Leipzig 1931.
- Der Bauer. In: Kölner Vierteljahrshefte für Soziologie. Jahrgang 11, 1933, S. 154–168.